# أنيت روجرز
أنيت روجرز (بالإنجليزية: Annette Rogers)‏ هي عداءة سريعة أمريكية، ولدت في 22 أكتوبر 1913 في شيكاغو في الولايات المتحدة، وتوفيت في 8 نوفمبر 2006 في ديس بلينس في الولايات المتحدة بسبب سكتة.

## وصلات خارجية
- أنيت روجرز على موقع أوليمبيديا (الإنجليزية)